# Hôpitaux universitaires d'Assouan
Les hôpitaux universitaires d'Assouan sont un groupe d'hôpitaux universitaires dans la ville d'Assouan, en Égypte.

## Hôpitaux universitaires
- Principal hôpital de chirurgie
- Accueil hospitalier et urgence
- Hôpital de médecine interne
- Hôpital des centres médicaux spécialisés
- Hôpital d'un jour à New Assouan[2]